# Meerpet
Meerpet è una città dell'India di 12.940 abitanti, situata nel distretto di Rangareddy, nello stato federato del Telangana. In base al numero di abitanti la città rientra nella classe IV (da 10.000 a 19.999 persone).

## Società

### Evoluzione demografica
Al censimento del 2001 la popolazione di Meerpet assommava a 12.940 persone, delle quali 6.613 maschi e 6.327 femmine. I bambini di età inferiore o uguale ai sei anni assommavano a 1.545, dei quali 784 maschi e 761 femmine. Infine, coloro che erano in grado di saper almeno leggere e scrivere erano 8.113, dei quali 4.685 maschi e 3.428 femmine.